# الدار کولیف
الدار کولیف (اوکراینی: Ельдар Шахбазович Кулієв؛ زادهٔ ۲۴ مارس ۲۰۰۲) بازیکن فوتبال اهل اوکراین است.